# Mantidactylus ambohimitombi
A Mantidactylus ambohimitombi  a kétéltűek (Amphibia) osztályába és  a békák (Anura) rendjébe, az aranybékafélék (Mantellidae) családjába tartozó faj. 

## Előfordulása
Madagaszkár endemikus faja. A sziget középső részén, Ambohimitombo és valószínűleg Antoetra közelében, 1100 m-es tengerszint feletti magasságban honos. Nevét első  megfigyelésének helyéről, Ambohimitombo községről kapta. 

## Megjelenése
Közepesnél nagyobb méretű Mantidactylus faj. Testhossza 63–68 mm. Háta többé-kevésbé egyenletesen világosbarna vagy szürkés színű, teste középtáján egy világosabb csík húzódik. Hátsó lábán többnyire sötét árnyalatú keresztirányú sávok húzódnak. Háta nagyjából sima. Orrnyílásai egyenlő távolságra vannak orrcsúcsától és szemeitől. Hallószerve jól látható, mérete a nőstények esetében 2/3-a, a hímeknél 4/5-e a szeméének. Mellső lába úszóhártya nélküli. Combmirigye kör alakú, a nőstényeknél visszafejlett.

## Természetvédelmi helyzete
A vörös listának a fajra vonatkozó információja adathiányos. Egyetlen védett területen sem figyelték meg. 